# 静电耳机
静电耳机是一种由静电驱动极薄的具有永久磁性的振膜，直接将电能转换为声能的民用耳机。

## 特点
耳机依照其换能原理可以分为动圈式耳机、动铁式耳机和静电耳机三大类。市场上多见动圈式耳机（dynamic headphone），其原理类似于普通喇叭，处于永磁场中缠绕的圆柱体状线圈与振膜相连，线圈在信号电流驱动下带动振膜发声，即由电能到磁能再到声能的过程。
同样是振膜做功发声，与之相对比，静电耳机的特点有：
- 静电驱动振膜，电能直接转化为声能
- 振膜比动圈耳机薄许多（几μm，1/1,000,000 m，动圈为几十μm）
- 声音细节多、反应快、音染少

## 参阅
1. ↑  .   [2014-07-20]. （原始内容存档于2016-03-08）.